# Múscul rodó menor
El múscul rodó menor (musculus teres minor) és uns dels músculs que formen part del conjunt muscular anomenat manegot dels rotatoris. És un múscul petit que es troba a l'espatlla, a la part posterior. De vegades, un grup de fibres musculars del múscul rodó menor pot ser fusionat amb les del múscul infraspinós.
S'origina en la vora inferior extern de la fossa infraespinosa. Per sota del tubercle infraglenoidal. La seva tendó d'inserció s'adhereix primer a la càpsula articular de l'espatlla i després s'insereix en la faceta inferior del tubercle major de l'húmer. La inserció seves fibres s'estenen obliquament cap amunt i lateralment, les superiors acaben en un tendó que s'insereix en la menor de les tres impressions en el tubercle major de l'húmer, el més baix fibres s'insereixen directament en l'húmer immediatament per sota.
El tendó d'aquest múscul passa a través de la part posterior de la càpsula de l'articulació de l'espatlla, i s'uneix a ella. Juntament amb la vora lateral de l'escàpula i el cap llarg del tríceps braquial, delimita el triangle omotricipital pel qual passa l'artèria circumflexa de l'escàpula. També forma, juntament amb el cap llarg del tríceps, el rodó major i el coll quirúrgic de l'húmer, el quadrilàter humerotricipital, pel qual passen l'artèria circumflexa humeral posterior, que el vascularitza, i el nervi axil·lar que l'innerva. Constitueix el triangle dels músculs rodons, triangle de la vora inferoexterna de la fossa infraspinosa, que està limitat per l'húmer i els músculs rodó major i menor.
És irrigat per l'artèria circumflexa humeral posterior, branca de l'artèria axil·lar.
El múscul està innervat pel nervi axil·lar (C5, C6), provinent del fascicle posterior. El dany a les fibres que innerven el múscul rodó menor clínicament és significativa.
Els músculs infraspinós i el rodó menor, en conjunt, produeixen la rotació externa de l'espatlla, a més de ser estabilitzadors de l'articulació glenohumeral.

## Imatges

Animació.Posició del múscul rodó menor (en vermell).
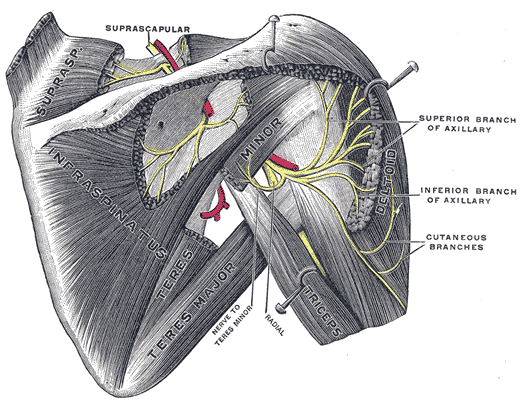
Nervis suprascapular i axil·lar del costat dret. Vista posterior. El rodó menor és visible al centre.
Diagrama de l'articulació de l'espatlla. Vista anterior.
Diagrama de l'articulació de l'espatlla. Vista posterior.
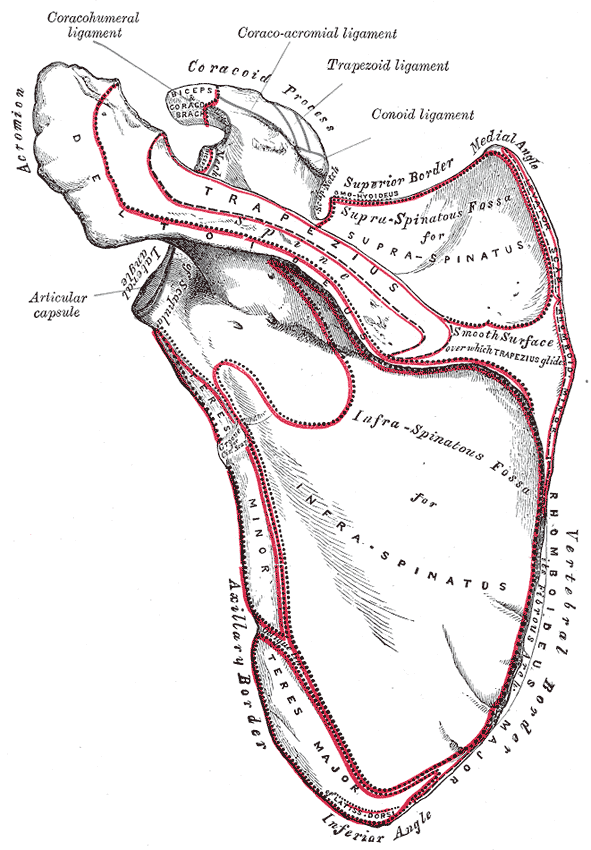
Escàpula esquerra. Superfície dorsal.
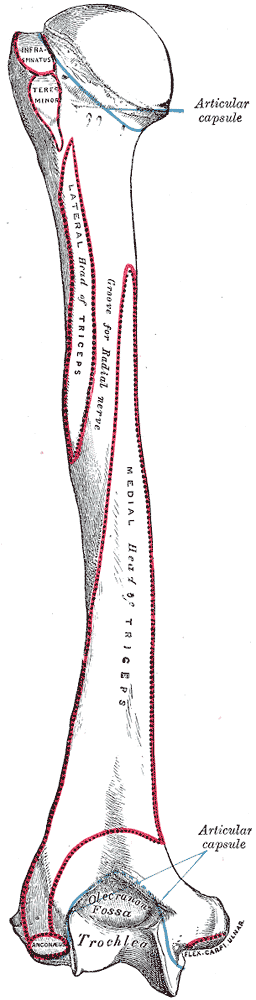
Húmer esquerre. Vista anterior.
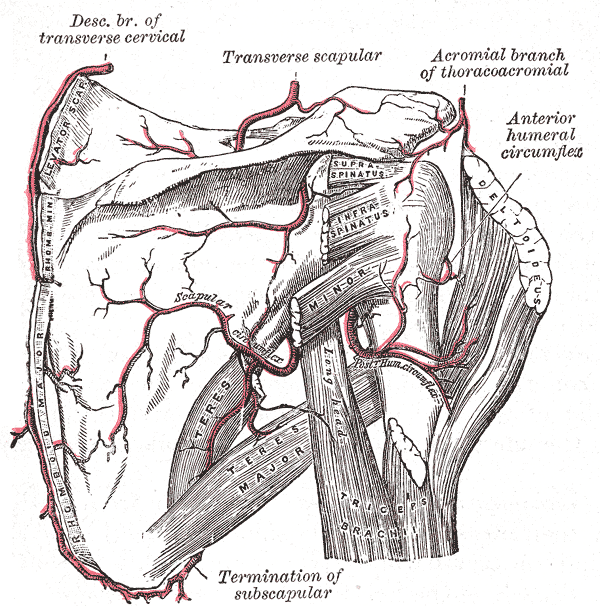
Artèries escapulari i circumflexa.
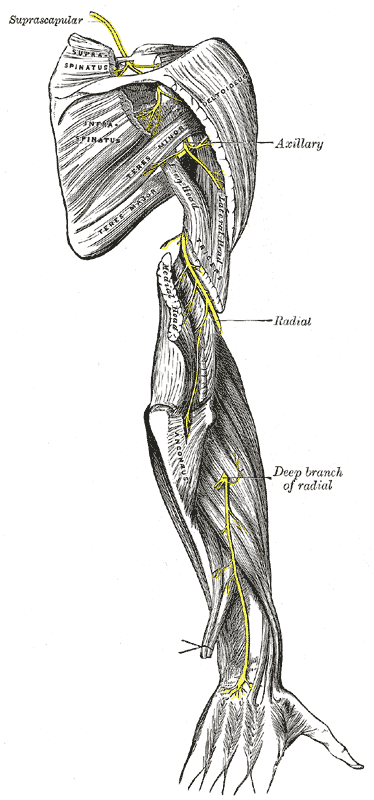
Els nervis suprascapular, axil·lar i radial.
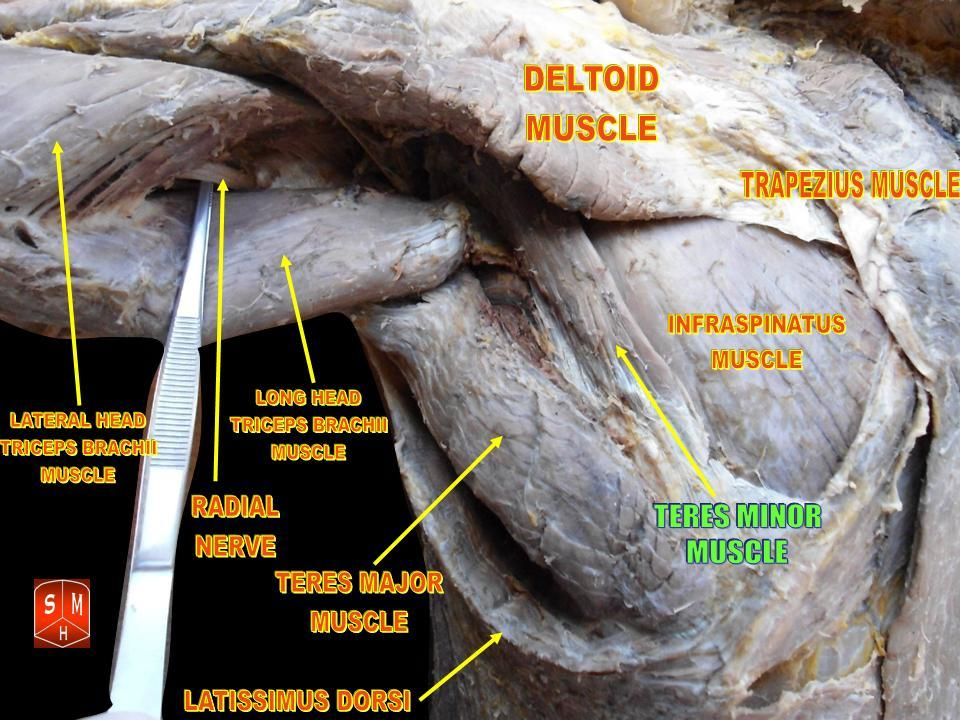
Múscul rodó menor.